# Mar Vermelho (Egito)
Mar Vermelho (em árabe: محافظة البحر الأحمر‎; romaniz.: Muḥāfāẓah Al Baḥr Al Aḥmar) é uma província (mohafazah) do Egito sediada em Hurgada. Possui 120 000 quilômetros quadrados e segundo censo de 2018, havia 369 119 habitantes.